# 耶路撒冷围城战 (1187年)

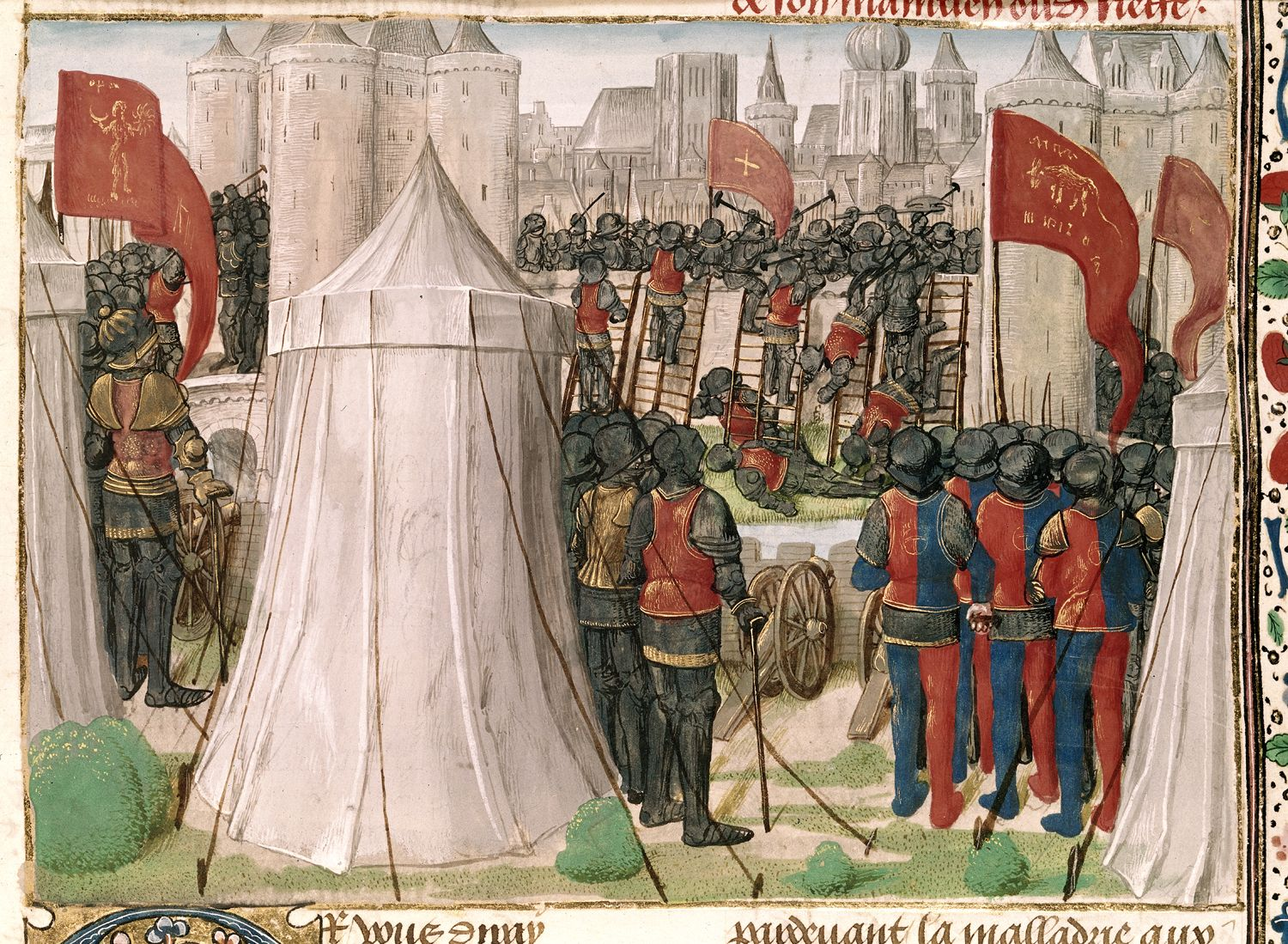
耶路撒冷圍城戰

耶路撒冷围城战是1187年9月20日至10月2日期間，萨拉丁的軍隊進攻伊貝林的貝里昂所在的耶路撒冷的一場戰役。
1187年夏天，萨拉丁通過哈丁战役佔領了一些城市。隨後萨拉丁的軍隊進攻耶路撒冷，伊貝林的貝里昂最終投降。萨拉丁佔領耶路撒冷後他將該城的基督教事务移交给君士坦丁堡普世牧首處理。
萨拉丁和貝里昂约定，城里的男人、女人、小孩分别交10、5、2第纳尔赎身，否则沦为奴隶。当时耶路撒冷女王西比拉、王妹伊莎贝拉、伊莎贝拉的母亲玛丽亚太后等都在城中，但萨拉丁没有要赎金就让她们离开了。